# Klaudia RMS-801

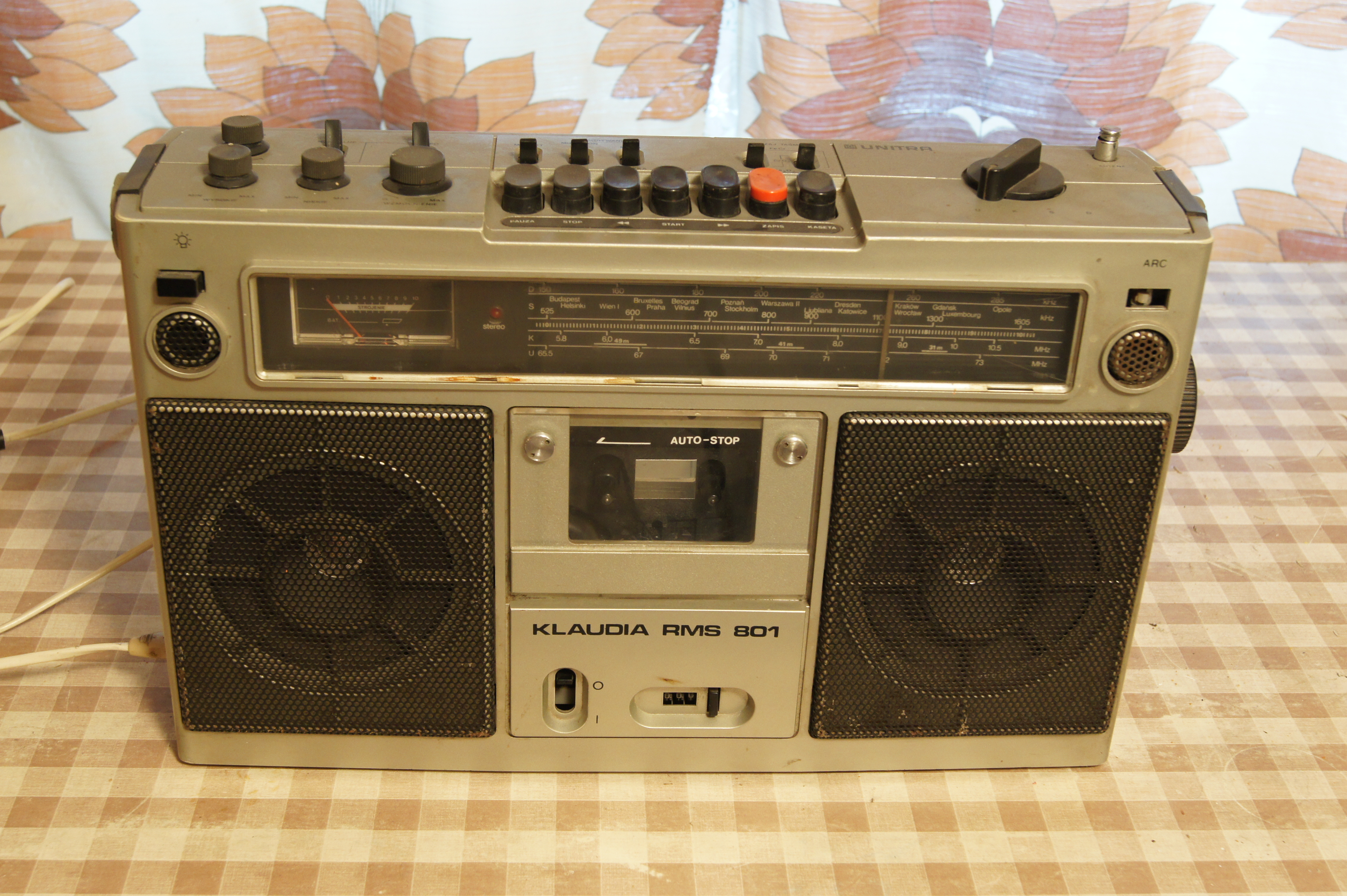
Polski radiomagnetofon z lat 80. XX wieku – Klaudia RMS-801 I jego druga wersja – Klaudia 2

Klaudia RMS-801 (Unitra Eltra RMS 801 Klaudia) – czterozakresowy, stereofoniczny radiomagnetofon produkowany od 1980 r. przez Zakłady Radiowe ELTRA w Bydgoszczy. Jeden z pierwszych polskich przenośnych radiomagnetofonów stereo (symbol RMS w nazwie), zaprezentowany właściwie w tym samym czasie, co „Daria” z Unitry-Lubartowa.